# Grewia lasiocarpa
Grewia lasiocarpa là một loài thực vật có hoa trong họ Cẩm quỳ. Loài này được E.Mey. ex Harv. mô tả khoa học đầu tiên năm 1860.